# Rhynchanthera verbenoides
Rhynchanthera verbenoides là một loài thực vật có hoa trong họ Mua. Loài này được Cham. miêu tả khoa học đầu tiên năm 1834.